# روبن غلادوين
روبن غلادوين (بالإنجليزية: Robin Gladwin)‏ هو لاعب كرة قدم بريطاني في مركز الدفاع، ولد في 12 أغسطس 1940 في هارلو في المملكة المتحدة. لعب مع نورويتش سيتي.